# 다니구치 도모키
다니구치 도모키(일본어: 谷口 智紀, 1992년 10월 22일~)는 일본의 축구 선수이다.

## 구단 경력
그는 2015년 일본 풋볼 리그의 나라 클럽에 입단했다. 2017년 J3리그의 아술 클라로 누마즈로 이적했다. 2020년까지 77경기에 출전하여, 2득점을 넣었다. 2021년 가이나레 돗토리로 이적했다. 2022년 일본 풋볼 리그의 FC 오사카로 이적했다. 2022년 일본 풋볼 리그 준우승으로 J3리그로 승격했다.